# إي. ك. تورنر
إي. ك. تورنر هو شخصية أعمال كندي، ولد في 6 أبريل 1927 في Maymont, Saskatchewan ‏ في كندا، وتوفي في 1 نوفمبر 2018.